# Homolobus antefurcalis
Homolobus antefurcalis är en stekelart som beskrevs av Van Achterberg 1979. Homolobus antefurcalis ingår i släktet Homolobus och familjen bracksteklar. Inga underarter finns listade i Catalogue of Life.